# Selmaladera scutellaris
Selmaladera scutellaris är en skalbaggsart som beskrevs av Gilbert John Arrow 1916. Selmaladera scutellaris ingår i släktet Selmaladera och familjen Melolonthidae. Inga underarter finns listade i Catalogue of Life.